# 航空会社の年表
航空会社の年表では、航空会社の主要な出来事を年表にしてまとめた。

## 1900年代
- 1909年11月16日-史上初の航空会社DELAGがドイツにて設立され、ツェッペリン飛行船の運航を開始

## 1910年代
- 1914年1月1日-アメリカ合衆国における最初の定期商業航空会社として、トニー・ヤヌスによってSt. Petersburg-Tampa Airboat Line社が初飛行。セントピーターズバーグ─タンパ間を結ぶ航空路線を開設した。
- 1917年-アメリカ合衆国で21世紀まで存続した最古の航空会社、チョークス・オーシャン・エアウェイズの前身となるレッド・アロー・フライング・サービスが設立(1919年運航開始)。
- 1919年-フランス初の航空会社として、植民地モロッコとの間を結ぶ郵便航空会社、Société des lignes Latécoère社がトゥールーズにおいて設立された。後のエールフランス（1933年創設）の前身のひとつである。
- 1919年-英国航空の前身となるハンドリー・ページ・トランスポートがイギリスで創設された。ちなみに、この航空会社は世界初の機内食の提供を行っており、サンドイッチとフルーツが提供された。
- 1919年10月7日-KLMオランダ航空が設立。2019年現在現存する最古の航空会社である。
- 1919年12月5日-アビアンカ航空が設立（SCADTAとして）

## 1920年代
- 1920年11月16日-カンタス・オーストラリア航空が設立(Queensland And Northern Territory Aerial Servicesとして)。
- 1923年11月1日-フィンエアーが設立（Aero O/Yとして）
- 1925年7月13日-トランス・ワールド航空が設立(Western Air Express)。
- 1926年1月24日　ルフトハンザドイツ航空が設立（Lufthansa German Airlines)
- 1926年4月6日-ユナイテッド航空が設立(Boeing Air Transport として)。
- 1926年4月19日-イースタン航空が設立(Pitcairn Aviationとして)。
- 1926年10月1日-ノースウエスト航空が設立(Northwest Airwaysとして)。
- 1927年3月14日-パンアメリカン航空が設立。
- 1929年6月17日-デルタ航空が設立(デルタ･エア･サービスとして)。

## 1930年代
- 1930年1月25日-アメリカン航空が設立(American Airwaysとして)。
- 1930年5月15日-ユナイテッド航空が、世界初の客室乗務員、「フライト・ナース」を8人、搭乗させる(シカゴ〜サンフランシスコの便)。当時は、看護婦の役割をしていた。
- 1933年8月-フランスの4つの民間航空会社が合併し、エールフランスが設立。
- 1933年10月10日-世界初の旅客機爆破事件、ユナイテッド航空機チェスタートン爆破事件が発生。
- 1934年7月15日-コンチネンタル航空が設立(バーニー･スピード･ラインとして)。

## 1940年代
- 1941年2月26日-アジア初の航空会社、フィリピン航空が設立。
- 1949年1月26日-ガルーダ・インドネシア航空が設立。
- 1949年7月27日-世界初のジェット旅客機、デハビランド コメットが初飛行。

## 1950年代
- 1951年8月1日-日本航空が設立。
- 1951年10月25日-日本航空が、ノースウエスト航空への運航委託により国内線の運航を開始。
- 1952年5月-世界初のジェット旅客機、デハビランド コメットが、英国海外航空(BOAC)によって就航する。
- 1952年12月27日-全日本空輸(当時の日本ヘリコプター輸送)が設立。
- 1957年12月20日世界初の大型のジェット旅客機、ボーイング707が初飛行。
- 1958年10月26日-世界初の大型のジェット旅客機、ボーイング707が、パンアメリカン航空によって就航する。

## 1960年代
- 1964年4月15日-日東航空、富士航空、北日本航空が合併し、日本国内航空が設立。
- 1967年3月15日-格安航空会社、サウスウエスト航空の元となる会社が設立する。
- 1969年2月9日-大型ジェット旅客機の代表作、ボーイング747が初飛行。

## 1970年代
- 1970年12月7日-アメリカで、民間の航空会社の乗り入れの規制が緩和される。
- 1970年1月22日-大型ジェット旅客機の代表作、ボーイング747がパンアメリカン航空により就航。
- 1971年5月15日-日本国内航空と東亜航空が合併し、東亜国内航空が発足。
- 1977年3月27日-テネリフェ空港ジャンボ機衝突事故が発生。世界最大の死者を出した航空事故。

## 1980年代
- 1983年9月1日-大韓航空機撃墜事件が発生。
- 1985年4月22日-パンアメリカン航空が、経営悪化によって、太平洋路線をユナイテッド航空に買収。これによって、日本路線も撤退した。
- 1985年8月12日-日本航空123便墜落事故が発生。旅客機の墜落事故による被害は、世界でも最大級となった。
- 1988年4月1日-東亜国内航空が、日本エアシステムに社名変更。
- 1988年12月21日-パンナム機爆破事件が発生。パンアメリカン航空の破産の引き金にもなる。

## 1990年代
- 1991年1月18日-イースタン航空が破産し、運航が停止。
- 1991年12月4日-パンアメリカン航空が破産し、運航が停止。
- 1997年5月14日-航空連合のスターアライアンスが設立。
- 1998年9月19日-日本国内で35年ぶりの新規参入航空会社、スカイマークが運航開始。
- 1998年12月20日-北海道国際航空（エア・ドゥ）が運航開始。
- 1999年2月1日-航空連合のワンワールドが設立。

## 2000年代
- 2000年6月22日-航空連合のスカイチームが設立。
- 2001年9月11日-アメリカで同時多発テロが発生。航空旅客数がしばらく低迷する。
- 2001年11月6日-サベナ・ベルギー航空が経営破綻し、運航停止。
- 2001年12月1日-トランス・ワールド航空が破産。アメリカン航空によって吸収。
- 2002年3月31日-スイス航空が経営破綻。
- 2002年8月1日-スカイネットアジア航空が運航開始。
- 2002年10月1日-日本航空と日本エアシステムが持株会社方式で経営統合。
- 2004年5月5日-エールフランスとKLMオランダ航空が経営統合
- 2005年1月17日-エアバスA380が初飛行。この瞬間、ボーイング747を抜いて世界最大の旅客機となった。
- 2006年3月16日-スターフライヤーが運航開始。
- 2007年9月3日-チョークス・オーシャン・エアウェイズが運航停止。当時世界最古の航空会社だった。
- 2008年10月29日-デルタ航空とノースウエスト航空が経営統合。
- 2010年1月19日-日本航空が会社更生法の適用を申請し、経営破綻。
- 2010年10月1日-ユナイテッド航空とコンチネンタル航空が経営統合。
- 2012年10月1日-北海道国際航空がAIRDO（エア・ドゥ）に社名変更。
- 2015年1月28日-スカイマークが民事再生法の適用を申請し、経営破綻。
- 2015年10月17日-アメリカン航空とUSエアウェイズが経営統合。
- 2015年12月1日-スカイネットアジア航空がソラシドエアに社名変更。
- 2022年10月3日-AIRDOとソラシドエアが持株会社方式で経営統合。